# Mausolée de Lumone
Le Mausolée de Lumone est un monument funéraire romain dit de la villa Lumone situé sur l’antique via Julia Augusta à Roquebrune-Cap-Martin.

## Localisation
La voie romaine passait à l'emplacement de la nationale 7, aujourd'hui départementale 52.
Sur la via Julia Augusta, il occupe un emplacement remarquable situé sur un petit col, à proximité immédiate d’un milliaire au chiffre symbolique (599 milles depuis Rome), qui marque une forme de frontière.

## Historique
Il a été probablement construit au Ier siècle de notre ère.
Il est probable que se trouvaient à proximité des écuries permettant de changer de chevaux avant d'attaquer la forte montée sur la voie romaine vers la Turbie. 
Le tombeau est classé au titre des monuments historiques depuis le 12 juin 1951.

## Architecture et décorations
La décoration du monument, probablement destiné à un personnage de quelque importance, est soignée : la façade comporte trois niches, initialement peintes, et deux étages appartiennent à un enclos funéraire dont deux côtés restent visibles. Il limitait une concession à laquelle on accédait sans doute par l’arrière. À l’étage, le cadre central était orné d’un objet appliqué sur la maçonnerie, probablement l’inscription commémorant le nom et les titres du défunt. Le décor et la forme sont d’un type rare que l’on ne connaît guère qu’à Ostie en Italie au Ier siècle.